# Konstantin III av Armenien
Konstantin III av Armenien, död 1362, var regerande kung av Armenien 1344-1362. 